# 德萊特島
德萊特島（英語：Delaite Island），是南極洲的島嶼，位於葛拉漢地西岸的丹科海岸，處於艾瑪島東北面6公里的威爾米納灣中北部，長2公里，由比利時探險隊發現，現時由南極條約體系管理。